# إحصائيات كأس القارات 2017
هذه إحصائيات لكأس القارات 2017، وهي بطولة مكونة من ثماني فرق بدأت من 17 يونيو 2017 حتى 2 يوليو 2017. حيث جرت البطولة في روسيا.

## الهدافون
هدف واحد
| - فيودور سمولوف - يوليان دراكسلر - ليون غوريتزكا - لارس شتيندل | - تشيشاريتو - هيكتور مورينو - ريكاردو كواريسما - سيدريك سواريس | - أرتورو فيدال - إدواردو فارغاس - تومي يوريتش - توم روغيتش |

في مرماه
- مايكل بوكسال

 المصدر: FIFA

## صناع الأهداف
هدف واحد
| - جوناثان دوس سانتوس - كارلوس فيلا - كريستيانو رونالدو | - يوليان براندت - جوشوا كيميش | - ألكساندر ساميدوف - أليكسيس سانشيز |

المصدر: FIFA

## رجل المباراة
| الترتيب | الاسم             | النتخب   | الجوائز                    | ضد                         |
| ------- | ----------------- | -------- | -------------------------- | -------------------------- |
| 1       | فيودور سمولوف     | روسيا    | 1                          | دور المجموعات ضد نيوزيلندا |
| 1       | كريستيانو رونالدو | البرتغال | دور المجموعات ضد المكسيك   |                            |
| 1       | أرتورو فيدال      | تشيلي    | دور المجموعات ضد الكاميرون |                            |
| 1       | يوليان دراكسلر    | ألمانيا  | دور المجموعات ضد أستراليا  |                            |